# Biatlo nos Jogos Olímpicos de Inverno de 2022 - Revezamento masculino
O revezamento 4x7,5 km masculino do biatlo nos Jogos Olímpicos de Inverno de 2022 foi disputado no Hualindong Ski Resort, em Yanqing, Pequim, em 15 de fevereiro.

## Medalhistas
|  | NOR Noruega                                                                   |  | FRA França                                                             |  | ROC                                                                    |
|  | Sturla Holm Lægreid Tarjei Bø Johannes Thingnes Bø Vetle Sjåstad Christiansen |  | Fabien Claude Émilien Jacquelin Simon Desthieux Quentin Fillon Maillet |  | Said Karimulla Khalili Alexander Loginov Maxim Tsvetkov Eduard Latypov |

## Resultados
| Pos. | Bib | País                                                                                      | Tempo                                     | Penalidades (P+S)                    | Diferença |
| ---- | --- | ----------------------------------------------------------------------------------------- | ----------------------------------------- | ------------------------------------ | --------- |
| 01 ! | 1   | NOR Noruega Sturla Holm Lægreid Tarjei Bø Johannes Thingnes Bø Vetle Sjåstad Christiansen | 1:19:50.2 20:21.2 20:40.1 19:10.9 19:38.0 | 1+7 0+0 1+3 0+0 0+2 0+2 0+0 0+0 0+0  | —         |
| 02 ! | 3   | FRA França Fabien Claude Émilien Jacquelin Simon Desthieux Quentin Fillon Maillet         | 1:20:17.6 19:48.7 20:01.2 20:20.6 20:07.1 | 0+9 0+2 0+0 0+1 0+0 0+2 0+1 0+1 0+2  | +27.4     |
| 03 ! | 2   | ROC Said Karimulla Khalili Alexander Loginov Maxim Tsvetkov Eduard Latypov                | 1:20:35.5 19:40.9 19:32.8 20:15.5 21:06.3 | 2+6 0+0 0+1 0+0 0+2 0+0 0+0 0+0 2+3  | +45.3     |
| 4    | 4   | GER Alemanha Erik Lesser Roman Rees Benedikt Doll Philipp Nawrath                         | 1:20:54.5 20:21.8 20:15.0 19:36.3 20:41.4 | 1+9 0+0 0+3 0+0 0+1 0+1 1+3          | +1:04.3   |
| 5    | 8   | SWE Suécia Peppe Femling Jesper Nelin Martin Ponsiluoma Sebastian Samuelsson              | 1:21:39.6 20:18.5 21:01.5 20:05.0 20:14.6 | 1+13 0+1 0+3 1+3 0+1 0+3 0+1 0+0 0+1 |           |
| 6    | 10  | CAN Canadá Adam Runnalls Christian Gow Jules Burnotte Scott Gow                           | 1:21:46.5 20:33.2 20:36.8 20:32.6 20:03.9 | 2+9 0+1 1+3 0+0 1+3 0+2 0+0 0+0 0+0  |           |
| 7    | 7   | ITA Itália Thomas Bormolini Tommaso Giacomel Lukas Hofer Dominik Windisch                 | 1:21:48.8 20:11.8 20:14.5 20:38.4 20:44.1 | 2+13 0+0 0+2 0+0 0+3 1+3 0+1 0+1 1+3 |           |
| 8    | 5   | BLR Bielorrússia Mikita Labastau Dzmitry Lazouski Maksim Varabei Anton Smolski            | 1:21:49.2 19:41.8 20:43.9 21:13.8 20:09.7 | 2+11 0+2 0+1 0+0 0+2 0+0 2+3 0+3 0+0 |           |
| 9    | 6   | UKR Ucrânia Bogdan Tsymbal Artem Pryma Anton Dudchenko Dmytro Pidruchnyi                  | 1:23:31.5 20:22.9 21:05.4 20:49.9 21:13.3 | 4+12 0+1 0+1 0+1 1+3 0+0 1+3 0+0 2+3 |           |
| 10   | 14  | AUT Áustria David Komatz Simon Eder Felix Leitner Harald Lemmerer                         | 1;23:31.9 20:34.2 20:33.2 20:10.9 22:13.6 | 2+8 0+2 0+0 0+0 0+2 0+0 0+0 0+1 2+3  |           |
| 11   | 11  | SLO Eslovênia Miha Dovžan Jakov Fak Lovro Planko Rok Tršan                                | 1:24:09.6 20:23.6 20:43.1 21:33.7 21:29.2 | 0+10 0+1 0+0 0+1 0+3 0+2 0+1 0+0 0+2 |           |
| 12   | 9   | SUI Suíça Sebastian Stalder Benjamin Weger Niklas Hartweg Joscha Burkhalter               | 1:24:12.3 20:58.0 20:22.0 20:10.0 22:42.3 | 1+8 0+0 0+0 0+1 0+1 0+0 0+0 1+3 0+3  |           |
| 13   | 15  | USA Estados Unidos Sean Doherty Jake Brown Paul Schommer Leif Nordgren                    | 1:25:33.0 20:47.2 21:11.5 21:21.2 22:13.1 | 3+13 0+1 1+3 0+0 1+3 0+0 0+2 1+3 0+1 |           |
| 14   | 17  | LTU Lituânia Tomas Kaukėnas Vytautas Strolia Karol Dombrovski Linas Banys                 | 1:25:37.8 21:10.3 21:11.6 21:25.9 21:50.0 | 0+11 0+2 0+0 0+0 0+3 0+0 0+1 0+3 0+2 |           |
| 15   | 16  | EST Estônia Rene Zahkna Kristo Siimer Kalev Ermits Raido Ränkel                           | 1:26:03.6 21:25.8 22:26.7 20:56.9 21:14.2 | 2+12 0+0 1+3 0+3 1+3 0+0 0+2 0+1 0+0 | +6:13.4   |
| 16   | 20  | CHN China Cheng Fangming Yan Xingyuan Zhu Zhenyu Zhang Chunyu                             | 1:26:27.5 20:12.8 22:37.5 21:46.2 21:51.0 | 2+11 0+1 0+0 0+2 2+3 0+1 0+3 0+1 0+0 | +6:37.3   |
| 17   | 12  | FIN Finlândia Heikki Laitinen Tero Seppälä Olli Hiidensalo Tuomas Harjula                 | 1:26:57.7 22:27.8 20:34.7 21:25.2 22:30.0 | 4+14 0+2 2+3 0+0 0+2 0+1 0+3 0+0 2+3 | +7:07.5   |
| 18   | 18  | BUL Bulgária Blagoy Todev Vladimir Iliev Dimitar Gerdzhikov Anton Sinapov                 | 1:27:05.3 22:27.2 20:26.6 21:58.4 22:13.1 | 2+11 0+2 0+1 0+1 0+1 1+3 0+0 0+0 1+3 | +7:15.1   |
| 19   | 13  | CZE República Checa Jakub Štvrtecký Mikuláš Karlík Adam Václavík Michal Krčmář            | LAP 0                                     |                                      |           |
| 20   | 21  | BEL Bélgica Florent Claude Thierry Langer Tom Lahaye-Goffart César Beauvais               | LAP 0                                     |                                      |           |
| 21   | 19  | SVK Eslováquia Michal Šíma Matej Baloga Šimon Bartko Tomáš Sklenárik                      | LAP 0                                     |                                      |           |

Legenda
| Recorde mundial      | Recorde mundial (World record)               |                       | Recorde africano                      | Recorde africano (African) |                                           | Q | Classificado por posição (Qualified) |
| Recorde olímpico     | Recorde olímpico (Olympic record)            | Recorde da América    | Recorde da América (Americas)         | q                          | Classificado por melhor tempo (Qualified) |   |                                      |
| Melhor marca do ano  | Melhor marca do ano (World leading)          | Recorde asiático      | Recorde asiático (Asian)              | DNS                        | Não largou (Did not start)                |   |                                      |
| Recorde nacional     | Recorde nacional (National record)           | Recorde europeu       | Recorde europeu (European)            | DNF                        | Não terminou (Did not finish)             |   |                                      |
| Recorde pessoal      | Recorde pessoal do atleta (Personal best)    | Recorde da Oceania    | Recorde da Oceania (Oceania)          | DSQ / DQ                   | Desclassificado (Disqualified)            |   |                                      |
| Recorde da temporada | Recorde da temporada do atleta (Season best) | Recorde sul-americano | Recorde sul-americano (South America) | NM                         | Sem marca (No mark)                       |   |                                      |